# قائمة الأباطرة الرومان
كان الإمبراطور الروماني هو حاكم الإمبراطورية الرومانية، والذي كان يملك السلطة المطلقة على المواطنين والجيش. ظهرت الإمبراطورية عندما غزت واحتلت الجمهورية الرومانية معظم أوروبا وأجزاء من شمال أفريقيا وغرب آسيا. في ظل الجمهورية، كانت مناطق الإمبراطورية يحكمها حكام الأقاليم الذين يخضعون للمساءلة من قبل شعب ومجلس شيوخ روما. حُكمت روما ومجلسها من قِبل مجموعة متنوعة من القضاة - منهم القناصل الذين كانوا الأقوي. انتهت الجمهورية، وتم إنشاء الإمبراطورية، عندها أصبح هؤلاء القضاة يخضعون بشكل قانوني وعملي لمواطن واحد ويتمتعون بالسلطة على جميع القضاة الآخرين. كان أغسطس، أول إمبراطور، حريصًا على الحفاظ على واجهة الحكم الجمهوري، ولم يأخذ عنوانًا محددًا لمنصبه ودعا إلي تركيز السلطة القضائية في ما يُدعي برينسيبيس سيناتوس (أول رجل في مجلس الشيوخ). استمر هذا النمط من الحكومة لمدة 300 سنة، ولذلك سُمي بالمؤسسة. تُستمد الكلمة الحديثة «الإمبراطور» من اللقب «إمبراتور»، والذي يمنحه الجيش إلى جنرال ناجح. خلال المرحلة الأولى من الإمبراطورية، كان لا بد من الحصول عليها من البرينسيبيس والتي تعني الرجل الأول أو الرئيس. مصطلح الإمبراطور عبارة عن كلمة حديثة، تستخدم عند وصف حكام الإمبراطورية الرومانية لأنه يؤكد على الروابط القوية بين الحاكم والجيش (الذي يعتمد على قوة الحاكم)، ولا يميز المصطلح بين الأنماط الشخصية للحكم والألقاب في مراحل مختلفة من الإمبراطورية.
في أواخر القرن الثالث، بعد أزمة القرن الثالث، قام دقلديانوس بإضفاء الطابع الرسمي على الطريقة الحديثة للحكم الإمبراطوري، وأقام ما يسمى فترة السيادة في الإمبراطورية الرومانية. وقد اتسم هذا بالزيادة الواضحة للسلطة في شخص الإمبراطور، واستخدام الأسلوب ("Dominus Noster") أي الرب السيد. أدى ظهور القبائل البربرية القوية على طول حدود الإمبراطورية والتحدي الذي يشكلونه في الدفاع عن الحدود البعيدة والخلافة الإمبراطورية غير المستقرة إلى قيام دقلديانوس بتجريب مشاركة الألقاب ومسؤوليات الإمبراطورية بين عدة أفراد - والتي تُعد عودة جزئية إلى التقاليد الرومانية قبل أغسطس قيصر. على مدار ما يقرب من قرنين من الزمان، كان هناك في كثير من الأحيان أكثر من إمبراطور واحد في كل فترة، وكثيرًا ما كانت تقسم إدارة المناطق الشاسعة فيما بينهما. وكما حذر هنري موس في اقتباسه:
| قائمة الأباطرة الرومان | لكن من المهم أن نتذكر أنه في نظر المعاصرين كانت الإمبراطورية لا تزال واحدة وغير قابلة للتجزئة. إنه لأمر خاطئ بالنسبة لأفكار هذا الوقت الحديث عن" الإمبراطورية الشرقية والغربية"، كان يُنظر إلى الإمبراطورية على أنها "الأجزاء الشرقية، أو الغربية". ولكن بعد وفاة ثيودوسيوس الأول في عام 395، أصبح الانشقاق مترسخًا بقوة | قائمة الأباطرة الرومان |

(انظر: الإمبراطورية الرومانية الغربية والإمبراطورية الرومانية الشرقية). انتهى التظاهر الأخير لهذا الانقسام رسميًا من قبل الإمبراطور زينون بعد وفاة يُليوس نيبوس عام 480. وللألف سنة الباقية من الإمبراطورية الرومانية الشرقية، لن يكون هناك سوى إمبراطور شرعي واحد، يحكم من القسطنطينية ويحافظ على المطالبة بالأراضي غير المستقرة في الغرب. بعد 480، كانت هناك عدة ادعاءات بلقب الإمبراطورية أغسطس(أو باسيليوس للمتحدثين اليونانيين) والتي كانت تفضي بالضرورة إلي الحرب الأهلية، على الرغم من أن تجربة تحديد الأباطرة الصغار (المعروفين بالقياصرة)، عادةً للإشارة إلى الخلف المقصود، ظهرت من وقت لآخر.
استمرت الإمبراطورية وسلسلة الأباطرة حتى وفاة قسطنطين الحادي عشر بليولُج واحتلال الإمبراطورية العثمانية للـ قسطنطينية عام 1453. منذ القرن الثامن عشر، كان استخدام مصطلحات «بيزنطة» و«الإمبراطورية البيزنطية» و«الإمبراطور البيزنطي» للإشارة إلى فترة العصور الوسطى للإمبراطورية الرومانية شائعًا، ولكن ليس عالميًا بين العلماء الغربيين، وما زال موضوع مناقشة متخصصة اليوم.

## الأباطرة الشرعيين
هذا المقال عن الأباطرة الشرعيين الذين حكموا الإمبراطورية الرومانية. للأفراد الآخرين الذين يدعون لقب الإمبراطور أنظر قائمة المغتصبين الرومان للسلطة
الأباطرة المُدرجون في هذه المقالة هم أولئك المتفق عليهم عمومًا على أنهم أباطرة «شرعيون»، والذين يظهرون في قوائم ملكية منشورة. تُستخدم كلمة «شرعي» من قبل معظم المؤلفين، ولكن عادة بدون تعريف واضح، وربما ليس هذا بالغريب، حيث أن الإمبراطورية كانت بحد ذاتها غامضة التعريف. في تشكيلة الحكومة الأصلية لأغسطس، تم اختيار «برنسيبس» من قبل مجلس الشيوخ أو «شعب» روما، ولكن سرعان ما أصبح الحشد مكانًا معترفًا به لـ «الشعب». يمكن أن يُعلن شخص كإمبراطور من قبل قواته أو من قبل «الحشد» في الشارع، لكن من الناحية النظرية يلزم أن يتم تأكيده من قبل مجلس الشيوخ. وينطوي هذا التشكيل على الإكراه المتكرر. وعلاوة على ذلك، تم تفويض الإمبراطور الحاكم بتسمية خليفة لكي يخلفه كمتدرب في الحكومة، وفي هذه الحالة لم يكن لمجلس الشيوخ دور يلعبه، على الرغم من أنه كان يفعل في بعض الأحيان عندما يفتقر خلف له إلى القدرة على منع العروض من قبل المطالبين المنافسين. بحلول فترة العصور الوسطى (أو «البيزنطية»)، أصبح تعريف مجلس الشيوخ غامضًا أيضًا، مما زاد من التعقيد.
وبالتالي، فإن قوائم الأباطرة الشرعيين تتأثر جزئياً بالآراء الشخصية لأولئك الذين يجمعونها، وكذلك جزئياً من خلال الاتفاقيات التاريخية. انضم العديد من الأباطرة «الشرعيين» المدرجين هنا إلى المنصب عن طريق الاستيلاء، وكان العديد من المطالبين «غير الشرعيين» مطالبين شرعيًا لهذا المنصب. من الناحية التاريخية، تم استخدام المعايير التالية لإستخلاص قوائم الإمبراطور:
- أي شخص حكم بلا منازع الإمبراطورية بأكملها، «في مرحلة ما»، هو «إمبراطور شرعي» (1).
- أي شخص تم ترشيحه كأمير «أو» كقسيم في الملك من قبل الإمبراطور الشرعي (1)، والذي نجح في الحكم «في حد ذاته»، هو إمبراطور شرعي (2).
- وإذا كان هناك العديد من المطالبين بالعرش، ولم يكن أي منهم ورثاء شرعيين، فإن المُطالب الذي قبله مجلس الشيوخ الروماني كإمبراطور هو الإمبراطور الشرعي (3)، على الأقل أثناء عهد الزعامة.

على سبيل المثال، كان أورليان، على الرغم من إستيلائه على العرش عن طريق القوة، هو الملك الوحيد دون منازع بين 270-275، وبالتالي كان الإمبراطور الشرعي. وعلى الرغم من أن غالينوس لم يكن يُسيطر على الإمبراطورية كلها، وأزعج بمطالبين آخرين، كان الوريث الشرعي لـ«الإمبراطور الشرعي» فالِريان. وعلى الرغم من تملك كلاوديوس الثانى بشكل غير قانوني، والذي لم يكن مسيطرًا على الإمبراطورية بأكملها، هو المُطالب الوحيد الذي قبله مجلس الشيوخ في وقته، وبالتالي، كان في عهده الإمبراطور الشرعي. وبالمثل، خلال عام الأباطرة الأربعة، كان جميع المطالبين، وإن كانوا غير متنازعين، قد قُبلوا من مجلس الشيوخ في مرحلة ما، وبالتالي تم إدراجهم. وعلى العكس، خلال عام الأباطرة الخمسة، لم يقبل مجلس الشيوخ بيسنيوس نيجر أو كلوديوس ألبينوس، وبالتالي لم يتم تضمينهم. هناك بعض الأمثلة على أن الأفراد قد كانوا قسماء في الحكم، لكنهم لم يستخدموا السلطة أبداً بأنفسهم (عادةً ما يكون طفلًا إمبراطورًا)، هؤلاء الأباطرة شرعيون، لكنهم غير مدرجين في قوائم الحُكم، وفي هذه المقالة يتم وضعهم مع الإمبراطور «الأكبر».

### الأباطرة بعد 395 م
بعد 395، تستند قائمة الأباطرة في الشرق على نفس المعايير العامة، باستثناء أن الإمبراطور كان لا بد أن يكون في سيطرة غير متنازع عليها للجزء الشرقي من الإمبراطورية، أو أن يكون الوريث الشرعي للإمبراطور الشرقي.
كان الوضع في الغرب أكثر تعقيدًا. حيث أنه خلال السنوات الأخيرة من الإمبراطورية الغربية (395 م-480 م)، كان الإمبراطور الشرقي يُعتبر الإمبراطور الأكبر، وكان الإمبراطور الغربي شرعيًا فقط إذا اعترف به الإمبراطور الشرقي. وعلاوة على ذلك، بعد 455، توقف الإمبراطور الغربي عن كونه شخصية ذات صلة، ولم يكن هناك أحيانًا أي مدعٍ على الإطلاق. ومن أجل الإكمال التاريخي، فإن جميع الأباطرة الغربيين بعد 455 مدرجون في هذه القائمة، حتى إذا لم تعترف بهم الإمبراطورية الشرقية، يتم تضمين بعض من هؤلاء الأباطرة غير الشرعيين من الناحية الفنية في قوائم الحُكم، في حين أن آخرين ليسوا كذلك. على سبيل المثال، كان رومولوس أوغستولوس من الناحية الفنية مغتصبًا لم يحكم سوى شبه الجزيرة الإيطالية ولم يكن معترفًا به قانونيًا. ومع ذلك، فقد كان يعتبر تقليديا «الإمبراطور الروماني الأخير» من قبل العلماء الغربيين في القرنين الثامن عشر والتاسع عشر، وقد استخدمت الإطاحة به من قبل أودواكر كنقطة تمييز بين الحقب التاريخية، وبالتالي فإنه عادة ما يكون مدرجاً في قوائم المراجع. ومع ذلك، فقد أكدت الأبحاث الحديثة أن سلف رومولوس أوغستولوس، يُليوس نيبوس، استمر في حكمه كإمبراطور في الحيازات الغربية الأخرى كصورة لحكم أودواكر في إيطاليا حتى وفاة نيبوس في 480. وبما أن السؤال ما هو الإمبراطور يمكن أن يكون غامضاً، والتي يرجع تاريخه إلى «سقوط الإمبراطورية الغربية» التعسفي، فلذلك تشمل هذه القائمة تفاصيل كل من الصورتين.

## عهد الزعامة

### السلالة اليوليوكلاودية (27 ق.م-68 م)
| الصورة | الأسم                                                               | تاريخ الميلاد                              | الخلافة | فترة الحكم                          | الوقت في المنصب           | الوفاة |
| ------ | ------------------------------------------------------------------- | ------------------------------------------ | --- | ----------------------------------- | ------------------------- | --- |
|        | أغسطس (باللاتينية: IMPERATOR CAESAR DIVI FILIVS AVGVSTVS)           | 23 سبتمبر، 63 ق.م روما، إيطاليا الرومانية  | ابن أخ من بعيد وابن بالتبني لـيوليوس قيصر. أصبح إمبراطورًا بحكم الواقع نتيجة "التسوية الأولى" بينه وبين مجلس الشيوخ الروماني.                                   | 16 يناير، 27 ق.م – 19 أغسطس، 14 م   | 40 سنة، 7 شهور و3 أيام    | 19 أغسطس، 14 م (بعمر 75) طبيعياً                                                                                            |
|        | تيبيريوس (باللاتينية: TIBERIVS CAESAR DIVI AVGVSTI FILIVS AVGVSTVS) | 16 نوفمبر، 42 ق.م، روما                    | الابن الطبيعي لـليفيا دروسيلا، الزوجة الثالثة لأغسطس، من زواج سابق؛ الأخ غير الشقيق والزوج الثالث لجوليا الكبرى، ابنة أغسطس. التي تبناها أغسطس كابنته ووريثته. | 18 سبتمبر، 14 م – 16 مارس، 37 م     | 22 سنة، 5 أشهر و27 يوم    | 16 مارس، 37 م (بعمر 77) ربما من أسباب طبيعية، وربما إغتيل من قبل كاليغولا أو قائد الحرس البريتوري "نافيوس سوتوريوس ماكرو". |
|        | كاليغولا (باللاتينية: GAIVS IVLIVS CAESAR AVGVSTVS GERMANICVS)      | 31 أغسطس، 12 م، أنسيو، إيطاليا الرومانية   | إبن شقيق وحفيد مُتبني من تيبيريوس، الابن الطبيعي لـجرمانيكوس، حفيد كبير لـ أغسطس.                                                                               | 18 مارس، 37 م – 24 يناير، 41 م      | 3 سنين، 10 شهور و6 أيام   | 24 يناير، 41 م (بعمر 28) اغتيل في مؤامرة شارك فيها أعضاء مجلس الشيوخ والحرس البريتوري.                                     |
|        | كلوديوس (باللاتينية: TIBERIVS CLAVDIVS CAESAR AVGVSTVS GERMANICVS)  | 1 أغسطس، 10 ق.م، وغدونوم، غاليا لوغدونونيس | عم كاليغولا. شقيق جرمانيكوس ابن أخ تيبيريوس. ابن أخ كبير وحفيد من أغسطس، أعلن كإمبراطور من قبل الحرس البريتوري.                                                | 25/26 يناير، 41 م – 13 أكتوبر، 54 م | 13 سنة، 8 شهور و18/19 يوم | 13 أكتوبر، 54 م (بعمر 63) ربما سممته زوجته أغريبينا الصغرى، لصالح ابنها نيرون، وربما من أسباب طبيعية.                      |
|        | نيرون (باللاتينية: NERO CLAVDIVS CAESAR AVGVSTVS GERMANICVS)        | 15 ديسمبر، 37 م، أنسيو، إيطاليا الرومانية  | ابن أخ كبير، وأبن الزوجة، وابن في القانون وابن بالتبني من كلوديوس. ابن أخ كاليجولا. أبن أخ من بعيد من تيبيريوس. حفيد جرمانيكوس، حفيد حفيد أغسطس                | 13 أكتوبر، 54 م – 9 يونيو، 68 م     | 13 سنة، 7 أشهر و27 يوم    | 9 يونيو، 68 م (بعمر 30) انتحر بعد أن أعلن عنه كعدو عام من قبل مجلس الشيوخ.                                                 |

### عام الأباطرة الأربعة والسلالة الفلافية (68 م-96 م)
| الصورة | الأسم                                                            | تاريخ الميلاد                                           | الخلافة                                                          | فترة الحكم                       | الوقت في المنصب           | الوفاة                                                                    |
| ------ | ---------------------------------------------------------------- | ------------------------------------------------------- | ---------------------------------------------------------------- | -------------------------------- | ------------------------- | ------------------------------------------------------------------------- |
|        | غالبا (باللاتينية: SERVIVS SVLPICIVS GALBA CAESAR AVGVSTVS)      | 24 ديسمبر 3 ق.م، بالقرب من تيراتشينا، إيطاليا الرومانية | حصل علي الحكم بعد إنتحار نيرون، بدعم من الجيوش الإسبانية         | يونيو 8، 68 م – 15 يناير، 69 م   | 7 شهور و7 أيام            | 15 يناير، 69 م (بعمر 70) قُتل بواسطة الحرس البريتوري في إنقلاب بقيادة أوثو |
|        | أوثو (باللاتينية: MARCVS SALVIVS OTHO CAESAR AVGVSTVS)           | 28 أبريل، 32 م، فيرنتنتيم، إيطاليا الرومانية            | عُين بواسطة الحرس البريتوري                                       | 15 يناير، 69 م – أبريل 16، 69 م  | 3 شهور ويوم واحد (91 يوم) | 16 أبريل، 69 م (بعمر 36) إنتحر بعد هزيمته في معركة بيدرياكم ضد فيتليوس    |
|        | فيتليوس (باللاتينية: AVLVS VITELLIVS GERMANICVS AVGVSTVS)        | 24 سبتمبر، 15 م، روما                                   | استولى على السلطة بدعم من الجيوش الألمانية (مضاداً لـ غالبا/أوثو) | 17إبريل، 69 م – 20 ديسمبر، 69 م  | 8 شهور و3 أيام            | 20 ديسمبر، 69 م (بعمر 54) قُتل بواسطة قوات فسبازيان                        |
|        | فسبازيان (باللاتينية: TITVS FLAVIVS CAESAR VESPASIANVS AVGVSTVS) | 17 نوفمبر، 9 م، فالكراين، إيطاليا الرومانية             | أستولى على السلطة بدعم من الجيوش الشرقية (مضاداً لـ فيتليوس)      | 21 ديسمبر، 69 م – 24 يونيو، 79 م | 9 سنين، 6 شهور و3 أيام    | 24 يونيو، 79 م (بعمر 69) أسباب طبيعية                                     |
|        | تيتوس (باللاتينية: TITVS FLAVIVS CAESAR VESPASIANVS AVGVSTVS)    | 30 ديسمبر، 39 م، روما                                   | إبن فسبازيان                                                     | 24 يونيو، 79 م – 13 سبتمبر، 81 م | سنتان، شهران و20 يوم      | 13 سبتمبر، 81 م (بعمر 41) أسباب طبيعية (حُمي)                              |
|        | دوميتيان (باللاتينية: TITVS FLAVIVS CAESAR DOMITIANVS AVGVSTVS)  | 24 أكتوبر، 51 م، روما                                   | إبن فسبازيان                                                     | 14سبتمبر، 81 م – 18 سبتمبر، 96 م | 15 سنة و4 أيام            | 18 سبتمبر، 96 م (بعمر 44) اغتيل من قبل مسؤولي المحكمة                     |

### السلالة النيرفية الأنطونية (96 م-192 م)
| الصورة | الأسم                                                                             | الميلاد                                                  | الخلافة | فترة الحكم                        | الوقت في المنصب                           | الوفاة                                                                     |
| ------ | --------------------------------------------------------------------------------- | -------------------------------------------------------- | --- | --------------------------------- | ----------------------------------------- | -------------------------------------------------------------------------- |
|        | نيرفا (باللاتينية: MARCVS COCCEIVS NERVA CAESAR AVGVSTVS)                         | 8 نوفمبر، 30 م، نارني، إيطاليا الرومانية                 | عُين بواسطة مجلس الشيوخ الروماني                                                                            | 18 سبتمبر، 96 م – 27 يناير، 98 م  | 1 سنة، 4 شهور و9 أيام                     | 27 يناير، 98 م (بعمر 67) أسباب طبيعية                                      |
|        | تراجان (باللاتينية: CAESAR MARCVS VLPIVS NERVA TRAIANVS AVGVSTVS)                 | 18 سبتمبر، 53 م، إيطالكيا، هيسبانيانيا بايتيكا           | الابن المتبنى ووريث نيرفا                                                                                  | 28 يناير، 98 م – 7 أغسطس، 117 م   | 19 سنة، 6 شهور و 10 أيام                  | 7 أغسطس، 117 م (بعمر 63) أسباب طبيعية                                      |
|        | هادريان (باللاتينية: CAESAR PVBLIVS AELIVS TRAIANVS HADRIANVS AVGVSTVS)           | 24 يناير، 76 م، إيطالكيا، هيسبانيانيا بايتيكا، (أو روما) | الأبن المُتبني ووريث تراجان                                                                                 | 11 أغسطس، 117 م – 10 يوليو، 138 م | 20 سنين، 10 شهور و 30 يوماً                | 10 يوليو، 138 م (بعمر 62) أسباب طبيعية                                     |
|        | أنطونيوس بيوس (باللاتينية: CAESAR TITVS AELIVS HADRIANVS ANTONINVS AVGVSTVS PIVS) | 19 سبتمبر، 86 م، بالقرب من لانوفيم، إيطاليا الرومانية    | الأبن المُتبني ووريث هادريان                                                                                | 10 يوليو، 138 م – 7 مارس، 161 م   | 22 سنة، 6 أشهر و28 يوم                    | 7 مارس، 161 م (بعمر 74) أسباب طبيعية                                       |
|        | لوسيوس فيروس (باللاتينية: CAESAR LVCIVS AVRELIVS VERVS AVGVSTVS)                  | 15 ديسمبر، 130 م، روما                                   | الأبن المُتبني ووريث أنطونيوس بيوس وصهر ماركوس أوريليوس، شارك الإمبراطور ماركوس أوريليوس في الحكم حتي وفاته | 7 مارس، 161 م – ? مارس 169 م      | 8 سنين                                    | مارس 169 م (بعمر 39) أسباب طبيعية (الطاعون الأنطوني)                       |
|        | ماركوس أوريليوس (باللاتينية: CAESAR MARCVS AVRELIVS ANTONINVS AVGVSTVS)           | 26 أبريل، 121 م، روما                                    | الأبن المُتبني، صهر ووريث أنطونيوس بيوس، شارك الإمبراطور لوسيوس أورليوس فيروس في الحكم حتي 169 م            | 7 مارس، 161 م –17 مارس، 180 م     | 19 سنة و 10 أيام                          | 17 مارس، 180 م (بعمر 58) أسباب طبيعية                                      |
|        | كومودوس (باللاتينية: CAESAR MARCVS AVRELIVS COMMODVS ANTONINVS AVGVSTVS)          | 31 أغسطس، 161 م، لانوفيم، إيطاليا الرومانية              | الأبن الطبيعي لـماركوس أوريليوس؛ الامبراطور المشترك من 177 م                                               | 177 م – 31 ديسمبر، 192 م          | 3 سنين كإمبراطور مشترك، 12 كإمبراطور وحيد | 13 ديسمبر، 192 م (بعمر 31) تم إغتياله في القصر، حيث خنق حتى الموت في حمامه |

### عام الأباطرة الخمسة وسلالة سيفيران (193 م–235 م)
| الصورة | الأسم | الميلاد                                     | الخلافة | فترة الحكم                       | الوقت في المنصب                                              | الوفاة                                                                             |
| ------ | --- | ------------------------------------------- | --- | -------------------------------- | ------------------------------------------------------------ | ---------------------------------------------------------------------------------- |
|        | برتيناكس (باللاتينية: CAESAR PVBLIVS HELVIVS PERTINAX AVGVSTVS)                                                                                         | 1 أغسطس، 126 م، ألبا، إيطاليا الرومانية     | تم تعينه بواسطة الحرس البريتوري | 1 يناير، 193 م – 28 مارس، 193 م  | 2 شهر و27 يوم (86 يوم)                                       | 28 مارس، 193 م (بعمر 66) قُتل بواسطة الحرس البريتوري                                |
|        | ديديوس جوليانوس (باللاتينية: CAESAR MARCVS DIDIVS SEVERVS IVLIANVS AVGVSTVS)                                                                            | 133 أو 137 م، ميلانو، إيطاليا الرومانية     | فاز بإنتخابات أجراها الحرس البريتوري من أجل منصب الإمبراطور                                                                                             | 28 مارس، 193 م – 1 يونيو، 193 م  | 2 شهر و4 أيام (65 يوم)                                       | 1 يونيو، 193 م (بعمر 56 أو 60) أعدم بأمر من مجلس الشيوخ الروماني                   |
|        | سيبتيموس سيفيروس (باللاتينية: CAESAR LVCIVS SEPTIMIVS SEVERVS PERTINAX AVGVSTVS)                                                                        | 11 أبريل، 145 م، لبدة الكبرى، مقاطعة أفريكا | استولى على السلطة بدعم من جيوش بانونيا | 9 أبريل، 193 م – 4 فبراير، 211 م | 17 سنة، 9 أشهر و26 يوم                                       | 4 فبراير، 211 م (بعمر 65) أسباب طبيعية                                             |
|        | كاراكلا (باللاتينية: CAESAR MARCVS AVRELIVS SEVERVS ANTONINVS PIVS AVGVSTVS)                                                                            | 4 أبريل، 188 م، وغدونوم، غاليا لوغدونونيس   | أبن سيبتيموس سيفيروس، شارك الإمبراطور سيفيروس في الحكم من 198 م، ومع سيفيروس وغيتا من 209 م حتي فبراير 211 م، كما شارك الامبراطور غيتا حتى ديسمبر 211 م | 198 م – 8 أبريل، 217 م           | 13 سنة كإمبراطور مشترك 10 شهور مع غيتا 6 سنوات كإمبرطور وحيد | 8 أبريل، 217 م (بعمر 29) قتل من قبل جندي كجزء من المؤامرة التي إشترك فيها ماكرينوس |
|        | غيتا (باللاتينية: CAESAR PVBLIVS SEPTIMIVS GETA AVGVSTUS)                                                                                               | 7 مارس، 189 م، روما                         | إبن سيبتيموس سيفيروس، شارك الإمبراطور سيفيروس وكاراكلا في الحكم من 209 م حتي فبراير 211 م، وشارك الإمبراطور كاراكلا حتى ديسمبر 211 م                    | 209 م – 26 ديسمبر، 211 م         | 2 سنة كإمبراطور مشترك 10 شهور مع كاراكلا                     | 19 ديسمبر، 211 م (بعمر 22) قتل بناء على أوامر من كاراكلا                           |
|        | ماكرينوس (باللاتينية: CAESAR MARCVS OPELLIVS SEVERVS MACRINVS AVGVSTVS PIVS FELIX) مع ديادومينيان (باللاتينية: MARCVS OPELLIVS ANTONINVS DIADVMENIANVS) | حوالي 165 م، شرشال، موريطنية                | كان قائد برايتوري تحت حكم كاراكلا، وربما تآمر على قتل كاراكلا وأعلن نفسه الإمبراطور بعد كاراكلا، جعل ابنه ديادومينيان مُشارك الامبراطور في مايو 218 م    | 11 أبريل، 217 م – 8 يونيو، 218 م | 1 سنة، 1 شهر و28 يوم                                         | 8 يونيو، 218 م (بعمر 53) كلاً منهماأعدم لصالح إيل جبل                               |
|        | إيل جبل (باللاتينية: MARCVS AVRELIVS ANTONINVS AVGVSTVS)                                                                                                | حوالي 203 م، حمص، سوريا                     | حفيد في القانون من سيبتيموس سيفيروس، الامبراطور المعلن من قبل الحشود السورية                                                                            | 8 يونيو، 218 م – 11 مارس، 222 م  | 3 سنين، 9 شهور و3 أيام                                       | 11 مارس، 222 م (بعمر 18) قُتل بواسطة الحرس البريتوري                                |
|        | سيفيريوس ألكسندر (باللاتينية: CAESAR MARCVS AVRELIVS SEVERVS ALEXANDER AVGVSTVS)                                                                        | 1 أكتوبر، 208 م، عرقا، سوريا                | حفيد في القانون من سيبتيموس سيفيروس، ابن عم وريث بالتبني من إيل جبل                                                                                     | 13 مارس، 222 م – 18 مارس، 235 م  | 13 سنة و5 أيام                                               | 18 مارس، 235 م (بعمر 26) قُتل بواسطة الجيش                                          |

### أزمة القرن الثالث (235 م–285 م)
| الصورة | الأسم | الميلاد                                  | الخلافة | فترة الحكم                                            | الوقت في المنصب          | الوفاة                                                                                    |
| ------ | --- | ---------------------------------------- | --- | ----------------------------------------------------- | ------------------------ | ----------------------------------------------------------------------------------------- |
|        | ماكسيمينوس ثراكس (باللاتينية: CAESAR GAIVS IVLIVS VERVS MAXIMINVS AVGVSTVS)                                                                                     | حوالي 173 م، تراقيا أو مويسيا            | أعلن الإمبراطور من قبل الجيوش الألمانية بعد مقتل سيفيروس ألكسندر | 20 مارس، 235 م – يونيو 238 م                          | 3 سنين، 3 أشهر           | يونيو 238 م (بعمر 65) أغتيل بواسطة الحرس البريتوري                                        |
|        | جورديان الأول (باللاتينية: CAESAR MARCVS ANTONIVS GORDIANVS SEMPRONIANVS AFRICANVS AVGVSTVS)                                                                    | حوالي 159 م، فريجيا                      | أعلن الإمبراطور خلال تمرد ضد ماكسيمينوس ثراكس، في حين أن القنصل في أفريقيا. حكم بالاشتراك مع ابنه كورديان الثاني، وفي معارضة ماكسيمينوس. وهو من الناحية الفنية غاصب للحكم، ولكن بأثر رجعي شُرع من قبل حُكم غورديان الثالث | 22 مارس، 238 م – 12 أبريل، 238 م                      | 21 يوماً                  | أبريل 238 م (بعمر 79) انتحر عند سماع وفاة كورديان الثاني.                                 |
|        | جورديان الثاني (باللاتينية: CAESAR MARCVS ANTONIVS GORDIANVS SEMPRONIANVS ROMANVS AFRICANVS AVGVSTVS)                                                           | حوالي 192 م                              | أعلن الإمبراطور، مع والده جورديان الأول، مضاداً لـ ماكسيمينوس ثراكس بموجب قانون مجلس الشيوخ. | 22 مارس، 238 م – 12 أبريل، 238 م                      | 21 يوماً                  | أبريل 238 م (بعمر 46) قتل خلال معركة قرطاج، وذلك ضد الجيش المناصر لـ ماكسيمينوس ثراكس     |
|        | بابينوس (باللاتينية: CAESAR MARCVS CLODIVS PVPIENVS MAXIMVS AVGVSTVS)                                                                                           | حوالي عام 178 م، غير معروف               | أعلن إمبراطور مشترك مع بالبينوس بواسطة مجلس الشيوخ الروماني مضاداً لـ ماكسيمينوس ثراكس؛ في وقت لاحق شارك الإمبراطور بالبينوس.                                                                                            | 22 أبريل، 238 م – 29 يوليو، 238 م                     | 3 شهور و7 أيام           | 29 يوليو، 238 م (بعمر 68 أو 73) أغتيل بواسطة الحرس البريتوري                              |
|        | بالبينوس (باللاتينية: CAESAR DECIMVS CAELIVS CALVINVS BALBINVS PIVS AVGVSTVS)                                                                                   | غير معروف                                | أعلن إمبراطور مشترك مع بابينوس بواسطة مجلس الشيوخ الروماني بعد وفاة جورديان الأول وكورديان الثاني، مضاداً لـ ماكسيمينوس ثراكس؛ وفي وقت لاحق شارك الإمبراطور بابينوس وغورديان الثالث                                      | 22 أبريل، 238 م – 29 يوليو، 238 م                     | 3 شهور و7 أيام           | 29 يوليو، 238 م (بعمر 60) أغتيل بواسطة الحرس البريتوري                                    |
|        | غورديان الثالث (باللاتينية: CAESAR MARCVS ANTONIVS GORDIANVS AVGVSTVS)                                                                                          | 20 يناير، 225 م، روما                    | أعلن الإمبراطور من قبل أنصار جورديان الأول وكورديان الثاني، ومن ثم بـ مجلس الشيوخ الروماني؛ إمبراطور مشترك مع بابينوس وبالبينوس حتى يوليو 238 م; الأبن الأكبر وصهر جورديان الأول وجورديان الثاني، على التوالي           | 22 أبريل، 238 م – 11 فبراير، 244 م                    | 5 سنوات، 9 شهور و 20 يوم | 11 فبراير، 244 م (بعمر 19) غيرمعروف; ربما أغتيل بأوامر من فيليب العربي                    |
|        | فيليب العربي (باللاتينية: CAESAR MARCVS IVLIVS PHILIPPVS AVGVSTVS) مع فيليب الثاني (باللاتينية: MARCVS IVLIVS SEVERVS PHILLIPVS AVGVSTVS)                       | حوالي 204 م، شهبا، سوريا (ولاية رومانية) | كان قائد برايتوري تحت حكم غورديان الثالث، تولي السلطة بعد وفاته; جعل أبنه فيليب الثاني مشارك الإمبراطور في صيف عام 247 م                                                                                                | فبراير 244 م – سبتمبر/أكتوبر 249 م                    | 5 سنين                   | سبتمبر/أكتوبر 249 م (بعمر 45) قُتل في معركة فيرونا ضد ديكيوس                               |
|        | ديكيوس (باللاتينية: CAESAR GAIVS MESSIVS QVINTVS TRAIANVS DECIVS AVGVSTVS) مع هيرينوس إتروسكوس (باللاتينية: QVINTVS HERENNIVS ETRVSCVS MESSIVS DECIVS AVGVSTVS) | حوالي 201 م، بودليا، بانونيا السفلى      | كان محافظاً تحت حكم فيليب العربي؛ الامبراطور المعلن من قبل جيوش نهر الدانوب والذي هزم وقتل فيليب في معركة فيرونا; جعل أبنه هيرينوس إتروسكوس مشارك الإمبراطور في أوائل 251 م                                              | سبتمبر/ أكتوبر 249 م – يونيو 251 م                    | 2 سنة                    | يونيو 251 م (بعمر 50) قُتل الأثنان في معركة أبريتاس ضد القوط                               |
|        | هوستيليان (باللاتينية: CAESAR CAIVS VALENS HOSTILIANVS MESSIVS QVINTVS AVGVSTVS)                                                                                | سيرميوم                                  | أبن ديكيوس، تم قبوله كوريث للعرش من قبل مجلس الشيوخ الروماني | يونيو 251 م – أواخر 251 م                             | 4–5 شهور                 | سبتمبر/أكتوبر 251 م (بعمر 21) أسباب طبيعية (طاعون)                                        |
|        | تريبونيانوس غالوس (باللاتينية: CAESAR GAIVS VIBIVS TREBONIANVS GALLVS AVGVSTVS) مع فولوسيانوس (باللاتينية: GAIVS VIBIVS VOLVSIANVS AVGVSTVS)                    | 206 م، إيطاليا الرومانية                 | كان محافظ مويسيا، وتم إعلانه الإمبراطور من قبل جيوش نهر الدانوب بعد وفاة ديكيوس (ومضاداً لـ هوستيليان); جعل أبنه فولوسيانوس مشارك الإمبراطور في أواخر 251 م.                                                             | يونيو 251 م – أغسطس 253 م                             | 2 سنة                    | أغسطس 253 م (بعمر 47) أغتيل من قواته الخاصة، تفضيلاً لـ إميليانوس                          |
|        | إميليانوس (باللاتينية: CAESAR MARCVS AEMILIVS AEMILIANVS AVGVSTVS)                                                                                              | حوالي 207 أو 213 م مقاطعة أفريكا         | محافظ مويسيا، الامبراطور المعلن من قبل جيوش نهر الدانوب وذلك بعد هزيمة القوط؛ قُبل كإمبراطور بعد وفاة تريبونيانوس غالوس                                                                                                  | أغسطس 253 م – أكتوبر 253 م                            | شهران                    | سبتمبر/أكتوبر 253 م (بعمر 40 أو 46) قُتل بواسطة قواته الخاصة، تفضيلاً لـ فاليريان           |
|        | فاليريان (باللاتينية: CAESAR PVBLIVS LICINIVS VALERIANVS AVGVSTVS)                                                                                              | حوالي عام 195 م                          | محافظ نوركيم ورائيتيا، الامبراطور المعلن من قبل جيوش نهر الراين بعد وفاة تريبونيانوس غالوس؛ قُبل كإمبراطور بعد وفاة إميليانوس                                                                                            | أكتوبر 253 م – 260 م                                  | 7 سنين                   | بعد 260 م (تقريباً بعمر 65) أسر في معركة الرها ضد الساسانيون، ومات في الأسر                |
|        | غالينوس (باللاتينية: CAESAR PVBLIVS LICINIVS EGNATIVS GALLIENVS AVGVSTVS) مع سالونينوس (باللاتينية: PVBLIVS LICINIVS CORNELIVS SALONINVS VALERIANVS AVGVSTVS)   | 218 م                                    | أبن فاليريان، عُين الإمبراطور المشارك في 253 م، أبنه سالونينوس أصبح لفترة وجيزة جداً مشارك الامبراطور في حوالي يوليو 260 م قبل إغتياله من قبل بوستوموس.                                                                   | أكتوبر 253 م – سبتمبر 268 م                           | 15 سنة                   | سبتمبر 268 م (بعمر 50) قُتل في أكويليا بواسطة قائديه.                                      |
|        | كلوديوس الثانى (باللاتينية: CAESAR MARCVS AVRELIVS CLAVDIVS AVGVSTVS)                                                                                           | 10 مايو، 210 م، سيرميوم                  | الجنرال المنتصر في معركة نيش، أخذ الحكم بعد وفاة غالينوس | سبتمبر 268 م – يناير 270 م                            | 1 سنة، 4 شهور            | يناير 270 م (بعمر 60) أسباب طبيعية (طاعون)                                                |
|        | كوينتلوس (باللاتينية: CAESAR MARCVS AVRELIVS CLAVDIVS QVINTILLVS AVGVSTVS)                                                                                      | حوالي 212 م، سيرميوم                     | أخ كلاوديوس الثانى، حصل على السلطة بعد وفاته | يناير 270 م – سبتمبر 270 م                            | غير معروف                | 270 م (بعمر 58) غير معروف بدقة; في الغالب قُتل أو انتحر                                    |
|        | أوريليان (باللاتينية: CAESAR LVCIVS DOMITIVS AVRELIANVS AVGVSTVS)                                                                                               | 9 سبتمبر، 214 م/215 م، سيرميوم           | أعلن إمبراطور من قبل جيوش الدانوبى بعد وقاة كلاوديوس الثانى، مضاداً لكوينتلوس | سبتمبر 270 م – سبتمبر 275 م                           | 5 سنين                   | سبتمبر 275 م (بعمر 60-61) أغتيل بواسطة الحرس البريتوري                                    |
|        | تاسيتوس (باللاتينية: CAESAR MARCVS CLAVDIVS TACITVS AVGVSTVS)                                                                                                   | حوالي 200، تيرني، إيطاليا الرومانية      | انتخب بواسطة مجلس الشيوخ الروماني لاستبادل أوريليان، بعد فترة قصيرة من خلو العرش | 25 سبتمبر، 275 م – يونيو 276 م                        | 9 شهور                   | يونيو 276 م (بعمر 76) أسباب طبيعية (ربما تم إغتياله)                                      |
|        | فلوريانوس (باللاتينية: CAESAR MARCVS ANNIVS FLORIANVS AVGVSTVS)                                                                                                 | غير معروف                                | أخ تاسيتوس، أنتخبه الجيش في الغرب ليحل محل أخيه | يونيو 276 م – سبتمبر 276 م                            | 3 شهور                   | سبتمبر 276 م (بعمر غير معروف) إغتيل من قبل قواته الخاصة، تفضيلاً لـ بروبس                  |
|        | بروبس (باللاتينية: CAESAR MARCVS AVRELIVS PROBVS AVGVSTVS) | 232 م، سيرميوم                           | حاكم المقاطعات الشرقية، أعلن الإمبراطور من قبل جيوش نهر الدانوب معارضاً لـ فلوريان | سبتمبر 276 م – سبتمبر/ أكتوبر 282 م                   | 6 سنين                   | سبتمبر/ أكتوبر 282 م (بعمر 50) إغتيل بواسطة قواته الخاصة، تفضيلاً لـ ماركوس أوريليوس كاروس |
|        | كاروس (باللاتينية: CAESAR MARCVS AVRELIVS CARVS AVGVSTVS) | حوالي 230 م، أربونة، جاليا ناربوننسيس    | كان قائد برايتوري تحت حكم بروبس؛ استولى على السلطة قبل أو بعد مقتل بروبس؛ جعل ابنه كارينوس مشارك الإمبراطور 283 م | سبتمبر/ أكتوبر 282 م – أواخر يوليو/ أوائل أغسطس 283 م | 10–11 شهر                | أواخر يوليو/أغسطس 283 م (بعمر 61) ربما أسباب طبيعية (ربما قُتل بواسطة صاعقة برق)           |
|        | نومريان (باللاتينية: CAESAR MARCVS AVRELIVS NVMERIVS NVMERIANVS AVGVSTVS)                                                                                       | غير معروف                                | إبن ماركوس أوريليوس كاروس، خلفه بالاشتراك مع أخيه كارينوس | أواخر يوليو/أوائل أغسطس 283 م – 284 م                 | سنة واحدة                | 284 م (بعمر غير معروف) غير معروف; ربما إغتيل                                              |
|        | كارينوس (باللاتينية: CAESAR MARCVS AVRELIVS CARINVS AVGVSTVS)                                                                                                   | غير معروف                                | أبن ماركوس أوريليوس كاروس، حكم قليلاً مع أخيه نوميريان | أوائل 283 م – 285 م                                   | سنتان                    | 285 م (بعمر غير معروف) ربما مات في معركة ضد ديوكلتيانوس                                   |

## عهد السيادة

### الحكم الرباعي والسلالة القسطنطينية (284 م–364 م)
ملاحظة: للحفاظ على السيطرة وتحسين الإدارة، تمت تجربة مخططات مختلفة لتقسيم عمل الإمبراطور الروماني من خلال مشاركة السلطة بين الأفراد وذلك بعد 285 م. وقد قسمت طريقة «الحكم الرباعي» التي أعلنها ديوكلتيانوس في 293 م الإمبراطورية إلى نصفين، وكل نصف يحكمه إمبراطور مختلف، وهو حاكم كبير يُسمي «أغسطس»، وصغير يسمي «قيصر».
| الصورة | الأسم | الميلاد                                 | الخلافة | فترة الحكم                          | الوقت في المنصب         | الوفاة |
| ------ | --- | --------------------------------------- | --- | ----------------------------------- | ----------------------- | --- |
|        | دقلديانوس (باللاتينية: CAESAR GAIVS AVRELIVS VALERIVS DIOCLETIANVS AVGVSTVS) (الشرق و الغرب) ثم، بعد 286 (الشرق)                                                                        | حوالي 22 ديسمبر، 244 م، سالونا          | أعلن الإمبراطور من قبل الجيش بعد وفاة نوميريان، ومعارضاً كارينوس. قام بتعين مكسيميانوس كبير مشاركين الامبراطور في 286 م | 20 نوفمبر، 284 م – 1 مايو، 305 م    | 20 سنة، 5 شهور و11 يوماً | 3 ديسمبر 311 م (بعمر 67) تنازل; توفي من أسباب طبيعية في سبليت                                                                      |
|        | مكسيميانوس (باللاتينية: CAESAR MARCVS AVRELIVS VALERIVS MAXIMIANVS AVGVSTVS) (الغرب) | حوالي 250 م، بالقرب من سيرميوم، بانونيا | عُين كبير مشاركين الإمبراطور ('أغسطس') في الغرب من قبل دقلديانوس في 286 م | 1 أبريل، 286 م – 1 مايو، 305 م      | 19 سنة و1 شهر           | 310 م (بعمر 60) تنازل مع ديوكلتيانوس؛ حاول مرتين استعادة العرش مع ومن ثم من مكسنتيوس، تم أسره من قبل قسطنطين الأول وانتحر بطلب منه |
|        | غاليريوس (باللاتينية: CAESAR GAIVS GALERIVS VALERIVS MAXIMIANVS AVGVSTVS) (الشرق) | حوالي 260 م غامزيغراد، مويسيا           | اعتمد كإمبراطور شاب مبتدئ ("قيصر") ووريث من قبل دقليانوس في 293 م. وهو أيضاً أبن صهر ديوكلتيانوس. | 1 مايو، 305 م – مايو 311 م          | 6 سنين                  | 311 م (بعمر 51) أسباب طبيعية |
|        | قسطنطيوس كلوروس (باللاتينية: CAESAR MARCVS FLAVIVS VALERIVS CONSTANTIVS AVGVSTVS) (الغرب)                                                                                               | 31 مارس، حوالي 250 م، داردانيا، مويسيا  | عُين كإمبراطور شاب مبتدئ ("قيصر") ووريث من قبل مكسيميانوس في 293 م | 1 مايو، 305 م – 25 يوليو، 306 م     | سنة، شهران و24 يوم      | 306 م (بعمر 56) أسباب طبيعية |
|        | فاليريوس سيفيروس (باللاتينية: FLAVIVS VALERIVS SEVERVS AVGVSTVS ) (الغرب) | غير معروف                               | عُين كإمبراطور مبتدئ ("قيصر") وريث من قبل قسطنطيوس كلوروس في 305 م؛ خلف كأغسطس وذلك في 306؛ معارضاً لـمكسنتيوس وقسطنطين الأول | صيف 306 م – مارس/ أبريل 307 م       | سنة واحدة               | 16 سبتمبر، 307 م (بعمر غير معروف) أسر بواسطة مكسنتيوس وأرغم على الإنتحار (أو تم قتله)                                              |
|        | قسطنطين العظيم (باللاتينية: CAESAR FLAVIVS VALERIVS AVRELIVS CONSTANTINVS AVGVSTVS) (الغرب) ومن ثم، بعد 324 (الشرق و الغرب)                                                             | 27 فبراير، حوالي 272 م، نيش، مويسيا     | ابن قسطنطيوس الأول كلوروس، أعلن الإمبراطور من قبل قوات والده؛ وقبل كقيصر (في الغرب) من قبل غاليريوس في 306 م؛ تمت ترقيته إلى أغسطس (غربًا) عام 307 م بواسطة مكسيميانوس بعد وفاة فاليريوس سفيروس؛ رفض النزول إلى منزلة القيصر في 309 م | 25 يوليو، 306 م – 22 مايو، 337 م    | 30 سنة، 9 شهور و27 يوم  | 22 مايو، 337 م (بعمر 65) أسباب طبيعية                                                                                              |
|        | مكسنتيوس (باللاتينية: MARCVS AVRELIVS VALERIVS MAXENTIVS AVGVSTVS) (الغرب) | حوالي 278 م                             | ابن مكسيميانوس، استولى على السلطة في عام 306 م بعد وفاة قسطنطين الأول كلوروس، ومعارضاً لـ فاليريوس سيفيروس وقسطنطين الأول؛ عُين القيصر ("غرب") من قبل ماكسيميان في 307 م وذلك بعد وفاة فاليريوس سيفيروس | 28 أكتوبر، 306 م – 28 أكتوبر، 312 م | 6 سنين                  | 28 أكتوبر، 312 م (بعمر 34) توفي في معركة جسر ميلفيو، ضد قسطنطين الأول                                                              |
|        | ليسينيوس (باللاتينية: CAESAR GAIVS VALERIVS LICINIVS AVGVSTVS) (الشرق) مع فاليريوس فالنس (باللاتينية: AVRELIVS VALERIVS VALENS) و مارتینیانوس (باللاتينية: SEXTVS MARCIVS MARTININANVS) | حوالي 250 م، غامزيغراد، مويسيا          | صهر قسطنطين كلوروس، عُين أغسطس في الغرب من قبل غاليريوس في عام 308 م، معارضًا لمكسنتيوس. أصبح أغسطس في الشرق عام 311 م بعد وفاة غاليريوس (مع ماكسيمينوس الثاني). هزم ماكسيمينوس في الحرب الأهلية ليصبح أغسطس المنطقة الشرقية الأوحد في 313 م. قام بتعيين فاليريوس فالنس أغسطس (الغرب) في 317 م، وفي عام 324 م عين مارتینیانوس أغسطس (الغرب)، في معارضة لقسطنطين، إلا أن كلاهما أعدما في غضون أسابيع. | 11 نوفمبر، 308 م – 18 سبتمبر، 324 م | 15 سنة، 10 شهور و7 أيام | 325 م (بعمر 61/62) هُزم في الحرب الأهلية ضد قسطنطين الأول عام 324 م وتم أسره؛ أعدم بناء على أوامر من قسطنطين في العام التالي        |
|        | ماكسيمينوس الثاني (باللاتينية: CAESAR GALERIVS VALERIVS MAXIMINVS AVGVSTVS ) (الشرق) | 20 نوفمبر، حوالي 270 م، داسيا أوريليانا | ابن شقيق من ناحية غاليريوس، عُيَّن قيصر هو ووريثه في 305 م؛ خلف كأغسطس (مشاركاً مع ليسينيوس الأول) في 311 م | 1 مايو، 311 م – يوليو/أغسطس 313 م   | سنتان                   | يوليو/أغسطس 313 م (بعمر 42) هُزم في الحرب الأهلية ضد ليسينيوس، وربما قام بالانتحار بعدها                                            |
|        | قسطنطين الثاني (باللاتينية: CAESAR FLAVIVS CLAVDIVS CONSTANTINVS AVGVSTVS) (الغرب) | 316 م، آرل، جاليا ناربوننسيس            | إبن قسطنطين العظيم؛ عُين كقيصر في 317 م، خلف كمشارك أغسطس مع إخوته قنسطانطيوس الثاني وقنسطنس | 22 مايو، 337 م – 340 م              | 3 سنوات                 | 340 م (بعمر 24) مات في معركة ضد قنسطنس                                                                                             |
|        | قنسطنطيوس الثاني (باللاتينية: CAESAR FLAVIVS IVLIVS CONSTANTIVS AVGVSTV ) (الشرق) ومن ثم، بعد 356 (الشرق و الغرب)                                                                       | أ7 غسطس، 317 م، سيرميوم، بانونيا        | أبن قسطنطين العظيم؛ خلف كأغسطس مشارك مع أخويه قسطنطين الثاني وقنسطنس؛ الإمبراطرو الأوحد من 350 م | 22 مايو، 337 م – 3 نوفمبر، 361 م    | 24 سنة، 5 شهور و 12 يوم | 361 م (بعمر 44) أسباب طبيعية |
|        | قنسطنس (باللاتينية: CAESAR FLAVIVS IVLIVS CONSTANS AVGVSTVS ) (المنتصف) ومن ثم، بعد 340 (الغرب)                                                                                         | حوالي 323 م                             | أبن قسطنطين العظيم؛ خلف كأغسطس مشارك مع أخويه قسطنطين الثاني وقنسطانطيوس الثاني | 22 مايو، 337 م – 350 م              | 13 سنة                  | 350 م (بعمر 27) أغتيل بناءاً على أوامر من الغاصب ماغننتيوس                                                                          |
|        | فيترانيو (باللاتينية: CAESAR FLAVIVS VETRANIO AVGVSTVS) (الغرب) | غير معروف، مويسيا                       | جنرال في قنسطنس، أعلن كقيصر ضد ماغننتيوس وقبول مؤقتاً كأغسطس في الغرب من قبل قنسطانطيوس الثاني. | 1 مارس، 350 م – 22 ديسمبر، 350 م    | 9 شهور و 24 يوم         | حوالي 356 م (بعمر غير معروف) كمواطن خاص، بعد التنازل.                                                                              |
|        | يوليان المرتد (باللاتينية: CAESAR FLAVIVS CLAVDIVS IVLIANVS AVGVSTVS ) (الغرب) ومن ثم، بعد 361 (الشرق و الغرب)                                                                          | 331 م/332 م، القسطنطينية، تراقيا        | قريب قنسطانطيوس الثاني، عُين القيصر في الغرب في 355 م؛ أعلن أغسطس من قبل قواته في 360؛ أصبح اللإمبراطور الأوحد بعد وفاة قنسطانطيوس | فبراير 360 م – 26 يونيو، 363 م      | 3 سنين                  | 26 يونيو، 363 م (بعمر 31/32) مات من جرح قاتل في إحدى المعارك                                                                       |
|        | جوفيان (باللاتينية: CAESAR FLAVIVS IOVIANVS AVGVSTVS) (الشرق و الغرب) | 331 م، سينجدينيوم، مويسيا               | جنرال الجيش في عهد يوليان; تم إعلانه الإمبراطور من قبل القوات بعد وفاة يوليان | 26 يونيو، 363 م – 17 فبراير، 364 م  | 7 شهور و22 يوماً         | 17 فبراير، 364 م (بعمر 33) أسباب طبيعية (إختناق بالدخان)                                                                           |

### السلالة الفالنتينيانية (364 م–392 م)
| الصورة | الأسم | الميلاد                                   | الخلافة | فترة الحكم                          | الوقت في المنصب          | الوفاة |
| ------ | --- | ----------------------------------------- | --- | ----------------------------------- | ------------------------ | --- |
|        | فالنتينيان الأول (باللاتينية: FLAVIVS VALENTINIANVS AVGVSTVS) (الشرق و الغرب) ومن ثم (الغرب)                                                           | 321 م، فينكوفسي، بانونيا                  | تم إنتخابه لإستبدال جوفيان بواسطة الجيش                                                                                               | 26 فبراير، 364 م – 17 نوفمبر، 375 م | 11 سنة، 8 شهور و 22 يوم  | 17 نوفمبر، 375 م (بعمر 54) أسباب طبيعية                                                                          |
|        | فالنس (باللاتينية: FLAVIVS IVLIVS VALENS AVGVSTVS) (الشرق)                                                                                             | 328 م، فينكوفسي، بانونيا                  | أخ فالنتينيان الأول، عُين كصغير "أغسطس" (في الشرق) من قبل أخوه                                                                         | 28 مارس، 364 م – 9 أغسطس، 378 م     | 14 سنة، 4 شهور و 12 يوماً | 9 أغسطس، 378 م (بعمر 50) قُتل في معركة أدريانوبل ضد القوط                                                         |
|        | جراتيان (باللاتينية: FLAVIVS GRATIANVS AVGVSTVS) (الغرب)                                                                                               | 18 أبريل/23 مايو، 359 م، سيرميوم، بانونيا | أبن فالنتينيان الأول، عُين 'صغير' أغسطس بواسطته في عام 367 م، أصبح 'كبير' أغسطس (في الغرب) بعد وفاة فالنتينيان.                        | 4 أغسطس، 367 م – 25 أغسطس، 383 م    | 16 سنة و 21 يوم          | 25 أغسطس، 383 م (بعمر 24) قُتل بواسطة فصيل متمرد من الجيش                                                         |
|        | فالنتينيان الثاني (باللاتينية: FLAVIVS VALENTINIANVS INVICTVS AVGVSTVS) (الغرب)                                                                        | 371 م، ميلانو، إيطاليا الرومانية          | إبن فالنتينيان الأول، أعلن الإمبراطور من قبل الجيش البانونية بعد وفاة فالنتينيان. قبل كـ"صغير أغسطس" في الغرب من قبل جراتيان          | 17 نوفمبر، 375 م – 15 مايو، 392 م   | 16 سنة، 5 شهور و 28 يوم  | 15 مايو، 392 م (بعمر 21) غير معروف; في الغالب تم إغتياله أو إنتحر                                                |
|        | ماغنوس مكسيموس (باللاتينية: IMPERATOR CAESAR FLAVIVS MAGNVS MAXIMVS AVGVSTVS) (الغرب) مع فيكتور (باللاتينية: IMPERATOR CAESAR FLAVIVS VICTOR AVGVSTVS) | حوالي 335، هسبانيا                        | Usurper in the West; legitimized along with his son Victor by ثيودوسيوس الأول as emperors of بريطانيا الرومانية and الغال الرومانية ‏. | 383/384 – 28 أغسطس، 388             | 4/5 سنين                 | 28 أغسطس 388 (بعمر 53) أعدم من قبل ثيودوسيوس الأول في أكويليا بعد معركة سافا. قُتل فيكتور من قبل أربوغاست (جنرال) |

## الأباطرة الغربيين

### السلالة الثيودوسيوسية (392 م- 455 م)
ملاحظة: كان ثيودوسيوس الأول آخر شخص يحكم نصفي الإمبراطورية الرومانية، وقام بتقسيمها بين أبنائه آركاديوس وهونوريوس عند وفاته.
| الصورة | الأسم | الميلاد                                   | الخلافة | فترة الحكم                        | الوقت في المنصب          | الوفاة |
| ------ | --- | ----------------------------------------- | --- | --------------------------------- | ------------------------ | --- |
|        | ثيودوسيوس الأول (باللاتينية: FLAVIVS THEODOSIVS AVGVSTVS)                                                            | 11 يناير، 347 م، كوكا، هسبانيا            | أبن في القانون من فالنتينيان الأول، عُين أغسطس في الشرق من قبل جراتيان بعد وفاة فالنس؛ أصبح الأغسطس الأوحد "الأكبر" بعد وفاة فالنتينيان الثاني                                                                    | 1 يناير، 379 م – 17 يناير، 395 م  | 16 سنة و 16 يوماً         | 17 يناير، 395 م (بعمر 48) أسباب طبيعية                                                                      |
|        | ماغنوس مكسيموس (باللاتينية: FLAVIVS MAGNVS MAXIMVS AVGVSTVS) مع فلافيوس فيكتور (باللاتينية: FLAVIVS VICTOR AVGVSTVS) | حوالي عام 335 م، هسبانيا                  | مغتصب للحكم في الغرب. تمت شرعنة حكمه مع ابنه فيكتور من قبل ثيودوسيوس الأول كأباطرة على بريتانيا والغال. | 383/384 م – 28 أغسطس، 388 م       | 4/5 سنوات                | 28 أغسطس، 388 م (بعمر 53) أعدم بواسطة ثيودوسيوس الأول في أكويليا بعد معركة سياف; قُتل فيكتور علي يد أربوغاست |
|        | هونوريوس (باللاتينية: FLAVIVS HONORIVS AVGVSTVS)                                                                     | 9 سبتمبر، 384 م                           | ابن ثيودوسيوس الأول؛ عين "صغير" أغسطس في الغرب من قبل ثيودوسيوس في 393 (بعد وفاة فالنتينيان الثاني)؛ أصبح "كبير" أغسطس في الغرب بعد وفاة والده.                                                                  | 23 يناير، 393 م – 15 أغسطس، 423 م | 30 سنة، 6 شهور و 23 يوماً | 15 أغسطس، 423 م (بعمر 38) أسباب طبيعية                                                                      |
|        | قسطنطين الثالث (باللاتينية: FLAVIVS CLAVDIVS CONSTANTINVS AVGVSTVS) مع قنسطنس الثانی (باللاتينية: CONSTANS AVGVSTVS) | غير معروف                                 | غاصب للحكم أعلن نفسه الإمبراطور في الغرب في عام 407، تم الإعتراف به كإمبراطور مشترك من قبل هونوريوس في عام 409. رفع ابنه قنسطنس الثاني إلى الإمبراطور المشارك في عام 409، والذي لم يكن معترف به من قبل هونوريوس. | 407/409 م - أغسطس أو سبتمبر 411 م | سنتان                    | أغسطس أو سبتمبر 411 م (بعمر غير معروف) أعدم بواسطة قسطنطينيوس الثالث                                        |
|        | قنسطانطيوس الثالث (باللاتينية: FLAVIVS CONSTANTIVS AVGVSTVS)                                                         | غير معروف، نيش، مويسيا                    | تزوج من ابنة ثيودوسيوس الأول، غالا بلاسيديا، تم ترقيته إلى أغسطس في الغرب من قبل هونوريوس | 8 فبراير، 421 م – 2 سبتمبر، 421 م | 6 شهور و 25 يوماً         | 2 سبتمبر، 421 م (بعمر غير معروف) أسباب طبيعية                                                               |
|        | جوانز (باللاتينية: IOHANNES AVGVSTVS)                                                                                | غير معروف                                 | أحد كبار موظفي الخدمة المدنية في ظل حكم هونوريوس، أعلن الإمبراطور من قبل كاستينوس؛ لم يعترف به من قبل الإمبراطورية الشرقية.                                                                                      | 27 أغسطس، 423 م – مايو 425 م      | سنتان                    | يونيو أو يوليو 425 م (بعمر غير معروف) هُزم في معركة ضد ثيودوسيوس الثاني وفالنتينيان الثالث، قُبض عليه وأعدم   |
|        | فالنتينيان الثالث (باللاتينية: FLAVIVS PLACIDIVS VALENTINIANVS AVGVSTVS)                                             | 2 يوليو، 419 م، رافينا، إيطاليا الرومانية | ابن قسطنطينيوس الثالث، عين قيصر في الغرب من قبل ثيودوسيوس الثاني بعد وفاة هونوريوس، في معارضة نظام جوانز؛ أصبح أغسطس في الغرب بعد هزيمة جوانز.                                                                   | 23 أكتوبر، 424 م – 16 مارس، 455 م | 30 سنة، 4 شهور و 21 يوماً | 16 مارس، 455 م (بعمر 35) أغتيل، ربما بأوامر من بترونيوس ماكسيموس                                            |

### آخر أباطرة الإمبراطورية الرومانية الغربية
| الصورة | الاسم                                                                      | الميلاد                               | الخلافة | فترة الحكم                                                                            | الوقت في المنصب        | الوفاة |
| ------ | -------------------------------------------------------------------------- | ------------------------------------- | --- | ------------------------------------------------------------------------------------- | ---------------------- | --- |
|        | بترونيوس ماكسيموس (باللاتينية: FLAVIVS ANICIVS PETRONIVS MAXIMVS AVGVSTVS) | حوالي 396 م                           | ابن في القانون من ثيودوسيوس الثاني، أعلن نفسه الإمبراطور بدعم من الجيش، بعد وفاة فالنتينيان الثالث. لم يعترف به من قبل الإمبراطورية الشرقية. عين ابنه بلاديوس قيصرًا. | 17 مارس 455 م – 31 مايو 455 م                                                         | شهران و 14 يومًا        | 31 مايو 455 م (بعمر 58/59) تم قتله، وربما رجم حتى الموت من قبل الحشود الرومانية |
|        | أفيتوس (باللاتينية: EPARCHIVS AVITVS AVGVSTVS)                             | حوالي 385 م                           | قائد الجنود تحت بترونيوس ماكسيموس، أعلن الإمبراطور من قبل ملك القوط الغربيون ثيودوريك الثاني بعد وفاة بترونيوس                                                       | 9 يوليو، 455 م – 17 أكتوبر، 456 م                                                     | سنة، 3 أشهر و8 أيام    | بعد 17 أكتوبر 456 م (بعمر 71) تم إقالته بواسطة "قائد الجنود" تحت حكمه، ريسيمر؛ أصبح أسقف في بياتشنزا؛ تم قتله في إحدى السنين بعد ذلك. |
|        | ماجوريان (باللاتينية: FLAVIVS IVLIVS VALERIVS MAIORIANVS AVGVSTVS)         | نوفمبر 420 م                          | أعلن إمبراطور من قبل قواته. تم الإعتراف به من قبل الإمبراطورية الشرقية بناء على طلب من ريسيمر.                                                                       | أبريل 457 م – 2 أغسطس 461 م                                                           | 4 سنين                 | 7 أغسطس، 461 م (بعمر 40) خُلع وقُطع رأسه بناءاً علي أوامر من ريسيمر. |
|        | ليبيوس سيفيروس (باللاتينية: FLAVIVS LIBIVS SEVERVS SERPENTIVS AVGVSTVS)    | غير معروف، لوكانيا، إيطاليا الرومانية | عين الإمبراطور من قبل ريسيمر. غير معترف به من قبل الإمبراطورية الشرقية.                                                                                              | نوفمبر 461 م – أغسطس 465 م                                                            | 4 سنين                 | أغسطس 465 م (بعمر 45) ربما تم تسميمه بواسطة ريسيمر. |
|        | أنثيميوس (باللاتينية: PROCOPIVS ANTHEMIVS AVGVSTVS)                        | حوالي 420 م                           | إبن في القانون من مارقيان، عين الإمبراطور من قبل ليو الأول، بموافقة ريسيمر.                                                                                          | 12 أبريل 467 م – 11 يوليو 472 م                                                       | 5 سنوات، شهرين و29 يوم | 11 يوليو 472 م (بعمر 52) أعدمه ريسيمر أو غوندوباد (ابن أخ ريسيمر). |
|        | أوليبريوس (باللاتينية: FLAVIVS ANICIVS OLYBRIVS AVGVSTVS)                  | حوالي 420 م                           | ابن في القانون فالنتينيان الثالث؛ عُين الإمبراطور من قبل ريسيمر. غير معترف به من قبل الإمبراطورية الشرقية.                                                            | 11 يوليو 472 م – 2 نوفمبر 472 م                                                       | 3 شهور و 22 يومًا       | 2 نوفمبر 472 م (بعمر 41) أسباب طبيعية |
|        | غليسيريوس (باللاتينية: FLAVIVS GLYCERIVS AVGVSTVS)                         | غير معروف                             | عين الإمبراطور من قبل غوندوباد (خليفة ريسيمر). غير معترف به من قبل الإمبراطورية الشرقية.                                                                             | مارس 473 م – يونيو 474 م                                                              | سنة واحدة              | بعد 480 م (بعمر غير معروف) خلعه يوليوس نيبوس، أصبح أسقف سالونا، وقت وطريقة الموت غير معروفه. |
|        | يوليوس نيبوس (باللاتينية: FLAVIVS IVLIVS NEPOS AVGVSTVS)                   | حوالي 430 م                           | ابن أخيه في القانون من الإمبراطور الشرقي ليو الأول (وقريب مارسيلينيوس) عُين إمبراطور في مُضادًا غليسيريوس                                                               | يونيو 474 م – 28 أغسطس 475 م (في إيطاليا); – ربيع عام 480 م (في بلاد الغال ودالماسيا) | سنة/6 سنين             | 480 م (بعمر 50) خُلع في إيطاليا بواسطة أوريستيس، حكم في إعتدال الإمبراطورية الغربية حتى الاغتيال في 480. حوفظ عليه كرمز في إيطاليا من قبل أودواكر إلى وفاته في 480. |
|        | رومولوس أوغستولوس (باللاتينية: ROMVLVS AVGVSTVS)                           | حوالي 460 م                           | عُين بواسطة والده، أوريستيس. لم يتم الإعتراف به من قبل الإمبراطورية الشرقية.                                                                                          | 31 أكتوبر، 475 م – 4 سبتمبر، 476 م (في إيطاليا)                                       | 10 شهور و 4 أيام       | غير معروف. يعتبر كإمبراطور بشكل أكثر كإتفاقيّة تاريخيّة بدقة، لم يمتد حكمه أبعد من أجزاء من شبه الجزيرة الإيطالية ولم يعترف به الإمبراطور الشرقي زينون. خلعه أودواكر، والذي حكم بإسم يوليوس نيبوس حتى وفاة الأخير في 480، التي انهت رسميًا الإمبراطورية الغربية المنفصلة; على الأرجح عاش حياته في فيلا خاصة في غموض. |

ملاحظة: عادةً ما يقال أن «الإمبراطورية الرومانية» الكلاسيكية قد انتهت مع خلع رومولوس أوغستولوس، مع استمرارها في الشرق الذي يُشار إليه من قبل علماء العصر الحديث باسم «الإمبراطورية البيزنطية».

## الأباطرة الشرقيين (البيزنطيين)

### الأسرة الثيودوسيوسية (379 م–457 م)
ملاحظة: كان ثيودوسيوس الأول آخر شخص يحكم نصفي الإمبراطورية الرومانية، وقسمها بين أبنائه أركاديوس وهونوريوس عند وفاته.
| الصورة | الأسم                                                      | الميلاد                       | الخلافة | فترة الحكم                       | الوقت في المنصب  | الوفاة                                                          |
| ------ | ---------------------------------------------------------- | ----------------------------- | --- | -------------------------------- | ---------------- | --------------------------------------------------------------- |
|        | ثيودوسيوس الأول (باللاتينية: FLAVIVS THEODOSIVS AVGVSTVS)  | 11 يناير 347 م، كوكا، هسبانيا | أبن في القانون من فالنتينيان الأول، عُين كأغسطس في الشرق من قبل جراتيان بعد وفاة فالنس؛ أصبح الأغسطس الأوحد "الأكبر" بعد وفاة فالنتينيان الثاني | 19 يناير، 379 م – 17 يناير 395 م | 16 عام و 16 يومًا | 17 يناير، 395 م (بعمر 48) أسباب طبيعية                          |
|        | آركاديوس (باللاتينية: FLAVIVS ARCADIVS AVGVSTVS)           | حوالي 377 م، هسبانيا          | ابن ثيودوسيوس الأول؛ عين كأغسطس "أصغر" للشرق من قبل ثيودوسيوس في 383؛ أصبح الأغسطس "الأكبر" من الشرق بعد وفاة والده                            | يناير 383 م – 1 مايو، 408 م      | 25 عامًا          | 1 مايو، 408 م (بعمر 31) أسباب طبيعية                            |
|        | ثيودوسيوس الثاني (باللاتينية: FLAVIVS THEODOSIVS AVGVSTVS) | 10 أبريل، 401 م، القسطنطينية  | ابن أركاديوس عين أغسطس "أصغر" من الشرق من قبل آركاديوس في 402؛ أصبح الأغسطس "الأكبر" من الشرق بعد وفاة والده                                   | يناير 402 م – 28 يوليو، 450 م    | 48 عامًا          | 28 يوليو، 450 م (بعمر 49) بسبب إصابات عاني منها أثناء حادثة صيد |
|        | مارقيان (باللاتينية: FLAVIVS MARCIANVS AVGVSTVS)           | 396، تراقيا أو إيليريا        | تم إعلانه كخليفة للحكم (وزوج) من قبل بلخريا، أخت ثيودوسيوس الثاني                                                                              | صيف عام 450 م – يناير 457 م      | 7 أعوام          | يناير 457 م (بعمر 65) النقرس                                    |

### الأسرة الليونية (457 م–518 م)
| الصورة | الأسم                                                                               | الميلاد                    | الخلافة                 | فترة الحكم                  | الوقت في المنصب | الوفاة                                    |
| ------ | ----------------------------------------------------------------------------------- | -------------------------- | ----------------------- | --------------------------- | --------------- | ----------------------------------------- |
|        | ليو الأول (باليونانية: Λέων Αʹ ὁ Θρᾷξ) (باللاتينية: FLAVIVS VALERIVS LEO AVGVSTVS)  | حوالي 400، داسيا أوريليانا | تم إختياره من قبل الجيش | 7 فبراير 457 – 18 يناير 474 | 17 عامًا         | 18 يناير 474 (قُتل)                        |
|        | ليو الثاني (باليونانية: Λέων Β) (باللاتينية: FLAVIVS LEO AVGVSTVS)                  | حوالي 467، القسطنطينية     | حفيد ليو الأول          | 18 يناير – 17 نوفمبر 474    | 9 شهور          | 17 نوفمبر 474 (السبب غير معروف، ربما سُمم) |
|        | زينون (باليونانية: Ζήνων) (باللاتينية: FLAVIVS ZENO AVGVSTVS)                       | حوالي 425، إيساوريا        | غير معروف               | 17 نوفمبر 474 – 9 أبريل 491 | 17 عامًا         | 9 أبريل 491 (زحار أو صرع)                 |
|        | باسيليسكيوس (باليونانية: Βασιλίσκος) (باللاتينية: FLAVIVS BASILISCVS AVGVSTVS)      | غير معروف                  | استولى على العرش        | 9 يناير 475 – أغسطس 476     | عام، 7 شهور     | 476/477                                   |
|        | أناستاسيوس الأول (باليونانية: Ἀναστάσιος) (باللاتينية: FLAVIVS ANASTASIVS AVGVSTVS) | حوالي 430، دراس            | أبن صهر ليو الأول       | 11 أبريل 491 – 9 يوليو 518  | 27 عامًا         | 9 يوليو 518                               |

### الأسرة الجستينية (518 م-602 م)
| الصورة | الأسم | تاريخ الميلاد                                     | الخلافة                                                  | فترة الحكم                     | الوقت في المنصب  | الوفاة                                                  |
| ------ | --- | ------------------------------------------------- | -------------------------------------------------------- | ------------------------------ | ---------------- | ------------------------------------------------------- |
|        | جستين الأول (باليونانية: Ἰουστῖνος) (باللاتينية: FLAVIVS IVSTINVS AVGVSTVS)                                                    | حوالي 450 في بدرينيا (جوستينيانا بريما)، Dardania | أنتخب من قبل الجيش                                       | يوليو 518 – 1 أغسطس 527        | 9 أعوام          | 1 أغسطس 527 (بعمر 77) أسباب طبيعية                      |
|        | جستينيان الأول (باليونانية: Φλάβιος Πέτρος Σαββάτιος Ἰουστινιανός) (باللاتينية: FLAVIVS PETRVS SABBATIVS IVSTINIANVS AVGVSTVS) | حوالي 482 في تيرايسوم (Taor)،Dardania             | قريب جستين الأول                                         | 1 أغسطس 527 – 13/14 نوفمبر 565 | 38 عامًا          | 13/14 نوفمبر 565 (بعمر 83) أسباب طبيعية                 |
|        | جستين الثاني (باليونانية: Φλάβιος Ἰουστῖνος ὁ νεώτερος) (باللاتينية: FLAVIVS IVSTINVS IVNIOR AVGVSTVS)                         | حوالي 520                                         | قريب جستينيان الأول                                      | 14 نوفمبر 565 – 5 أكتوبر 578   | 13 عامًا          | 5 أكتوبر 578 (بعمر 58) أسباب طبيعية، بعد إصابته بالجنون |
|        | تيبريوس الثاني (باللاتينية: FLAVIVS TIBERIVS CONSTANTINVS AVGVSTVS)                                                            | حوالي 535                                         | الابن المتبنى من قبل جستين الثاني، أصبح وصي العرش من 574 | 5 أكتوبر 578 – 14 أغسطس 582    | 3 أعوام، 10 شهور | 14 أغسطس 582 (بعمر 62) أسباب طبيعية                     |
|        | موريكيوس (باليونانية: Φλάβιος Μαυρίκιος Τιβέριος Αὔγουστος) (باللاتينية: FLAVIVS MAURICVS TIBERIVS AVGVSTVS)                   | 539 في أرباسيوس، كبادوكيا                         | أبن صهر تيبريوس الثاني                                   | 14 أغسطس 582 – 22 نوفمبر 602   | 20 عامًا          | 27 نوفمبر 602 (بعمر 63) أعدم                            |
|        | فوقاس (باليونانية: Φωκᾶς) (باللاتينية: FLAVIVS PHOCAS AVGVSTVS)                                                                |                                                   | أستولي علي العرش                                         | 23 نوفمبر 602 – 4 أكتوبر 610   | 8 عامًا           | 5 أكتوبر 610 أعدم                                       |

### الأسرة الهرقلية (610 م–695 م)
| صورة | أسم | ميلاد                      | الخلافة                                                | فترة الحكم                          | الوقت في المنصب      | الوفاة                                             |
| ---- | --- | -------------------------- | ------------------------------------------------------ | ----------------------------------- | -------------------- | -------------------------------------------------- |
|      | هرقل (Ἡράκλειος) FLAVIVS HERACLIVS AVGVSTVS                                                                                       | ق. 575, كبادوكيا           | Revolt                                                 | 5 أكتوبر 610 – 11 فبراير641         | 30 سنة               | 11 فبراير، 641 (عمره 65 او 66) اسباب طبيعية        |
|      | قسطنطين الثالث (Κωνσταντῖνος Γʹ) Formally: "Heraclius New Constantine" (Ἡράκλειος νέος Κωνσταντῖνος) HERACLIVS NOVVS CONSTANTINVS | 3 May 612, Constantinople  | ابن هرقل                                               | 11 February – 24/26 May 641         | 3 شهور               | 24/26 May 641 (aged 28) السل                       |
|      | هرقلوناس (Ἡρακλωνᾶς) Formally: "Constantine Heraclius" (Κωνσταντῖνος Ἡράκλειος) CONSTANTINVS HERACLIVS                            | 3 May 626, Constantinople  | ابن هرقل                                               | 11 February 641 – September 641     | 7 months             | 641 (عمره 15)                                      |
|      | قسطنطين الثاني (إمبراطور بيزنطي) (Κῶνστας Βʹ) Formally: "Constantine the Bearded" (Κωνσταντῖνος ὁ Πωγωνάτος)                      | 7 November 630             | Son of Constantine III. Heraklonas deposed as emperor. | September 641 – 15 September 668    | 27 years             | 15 سبتمبر 668 (عمره 37) تم اغتياله                 |
|      | قسطنطين الرابع (Κωνσταντῖνος Δʹ ὁ Πωγωνάτος)                                                                                      | 652, Constantinople        | ابن قسطنطين الثاني                                     | 15 September 668 – 14 September 685 | 17 years             | 14 سبتمبر 685 (عمره 33) الديزنطارية (التهاب امعاء) |
|      | جستنيان الثاني (Ἰουστινιανὸς Βʹ ὁ Ῥινότμητος)                                                                                     | 668 or 669, Constantinople | ابن قسطنطين الرابع                                     | 14 September 685–695                | 10 years (1st reign) | 11 ديسمبر 711 (عمره 42) قتل من قبل الجيش           |

## وصلات خارجية
- السير الذاتية لأباطرة الرومان.
- قائمة الأباطرة الرومان 27 ق.م - 395 م
- صور وملفات الحقائق
- مكتبة القانون الروماني بواسطة إيف ليسار والكسندر كوبتيف.
- الجدول الزمني للإمبراطوريات والأباطرة الرومان